# بيجوم أختر
بيجوم أختر هي مغنية وممثلة هندية (وحملت سابقاً جنسية الراج البريطاني)، ولدت في 7 أكتوبر 1914 بلكناو في الهند، وتوفيت في 30 أكتوبر 1974 بأحمد آباد في الهند. من الجوائز التي نالتها جائزة سانجيت ناتاك أكاديمي ‏ وبادما بوشان ‏.

## أعمال

### أفلام
- (1958) غرفة الموسيقى

## جوائز
- جائزة سانجيت ناتاك أكاديمي [الإنجليزية]‏
- بادما بوشان [الإنجليزية]‏

## وصلات خارجية
- بيجوم أختر على موقع IMDb (الإنجليزية)
- بيجوم أختر على موقع ميوزك برينز (الإنجليزية)
- بيجوم أختر على موقع ديسكوغز (الإنجليزية)